# 京都迷宮案内
『京都迷宮案内』（きょうとめいきゅうあんない）は、テレビ朝日・東映制作のテレビドラマシリーズ。主演は橋爪功。
1999年から2008年まで、計10シリーズが断続的に制作され、スペシャル版も含めた通算の放送回数は104回に上る。全シリーズとも一貫して、テレビ朝日系列の木曜20時台（20:00 - 20:54）に設けられていた「木曜ミステリー」枠にて放送されており、『科捜研の女』や『おみやさん』などと並んで同枠における定番シリーズの一つとしても数えられていた。
ステレオ放送・字幕放送を実施しており、2004年放送の第7シリーズからはハイビジョン制作へと移行している（地上波デジタル放送のみ）。

## 概要
全篇を通して、京都で生活している人たちの「心の迷宮」を、主人公である新聞記者・杉浦恭介が人と違った視点で解き明かしていく姿を描くドラマであり、シリーズを重ねるにつれ、事件性による作品構成ではなく、何気ない事柄から見えてくる、ゲストやその周辺にスポットを当てた深く多面的な心の機微を描いた人間描写が多くなっていった。
特にシリーズ初期においては京都駅ビルを始め、嵐山、野宮神社の近くにある竹林の道、嵯峨野、鞍馬、貴船、鴨川、祇園、八坂神社、平安神宮、大覚寺、南禅寺、伏見稲荷大社、清水寺周辺の二寧坂（二年坂）、産寧坂（三年坂）など京都市内にある観光名所以外にも、一条戻り橋や六道珍皇寺、印接寺（千本閻魔堂）、化野念仏寺、下河原通の近くにある石塀小道など、観光バスのルートからは外れるような名所でもロケを行い、撮影所内のセット撮影では表現することが難しい古都「京都」を表現。杉浦や大洞浩次郎の下宿先でもある「田舎亭」も、外観は京都市内に実在する建物が使用されている。タイトルバックも、「千年の古都である、京都の迷宮のような街並みの中を、杉浦が真実を求めて走り回る」というコンセプトの下で制作され、演出もドラマ本編のスタッフとは別に、CM制作会社である東映CM株式会社のディレクターが手がけている。基本的には番組冒頭に流れるが、例外として第8シリーズの最終話では、本編の流れに合わせて番組の最後にタイトルバックを流すという構成とされ、この回限りの第1シリーズから第8シリーズまでのタイトルバックの名シーンが使用された。
2003年放送の第6シリーズではリニューアルが図られ、前述したテーマこそ踏襲しつつも、タイトルを「新・京都迷宮案内」と変更、舞台も「京都日報」の京都府警記者クラブから本社社会部へと移された。また、この第6シリーズは前シリーズまでと同様に2004年の1月クールでの放送が予定されていたが、当初2003年10月クールに放送予定であった『西部警察2003』が、諸般の事情にて放送中止となったため、第6シリーズを急遽前倒しで放送する形とされた。

## 登場人物

### 京都日報
杉浦恭介（すぎうら きょうすけ）
演 - 橋爪功
本シリーズの主人公である新聞記者。もともとは、東京の新聞社でキャップを務めていたが、管理職に収まるのをよしとせず、シリーズ開始当初から第5シリーズまでは、京都日報京都府警記者クラブのヒラ記者となる。第6シリーズ以降は、本社社会部遊軍へ異動となる。
曽ヶ端渚（そがばた なぎさ）
演 - 国生さゆり（第6シリーズ - ）
杉浦と同じく本社社会部遊軍の記者で、3人の子持ち。
円谷晋作（つぶらや しんさく）
演 - 小木茂光（第6シリーズ - ）
杉浦と渚の直属の上司である、本社社会部遊軍長。
城戸剛史（きど たけし）
演 - 西田健（第7シリーズ - ）
本社社会部部長。
橘つた子（たちばな つたこ）
演 - 野際陽子
シリーズ開始当初から第5シリーズまでは、京都日報京都府警記者クラブのキャップであったが、第6シリーズより杉浦とともに本社社会部遊軍へ異動。第7シリーズからは本社社会部デスクを務める。

### 田舎亭
良成貞子（よしなり さだこ）
演 - 市田ひろみ
杉浦と大洞浩次郎が下宿している「田舎亭」の女将。
大洞浩次郎（おおぼら こうじろう）
演 - 北村総一朗（第2シリーズ - ）
京都府警総務部長。第1シリーズに登場した大洞善一朗の双子の弟で、杉浦と同じ「田舎亭」に下宿している。

### 京都府警察
中風明世（なかかぜ あきよ）
演 - 島木譲二（第1シリーズ - 第3シリーズ第10話）
刑事。

## スタッフ
- 脚本 - 西岡琢也（第2シリーズ - ）、公園兄弟（真辺克彦と鴨義信の共同ペンネーム）（第5シリーズ - 第6シリーズ・第8シリーズ - ）、林誠人（第1シリーズ）、ちゃき克彰（第1シリーズ - 第2シリーズ）、渡辺善則（第1シリーズ - 第2シリーズ）、日暮裕一（第1シリーズ - 第2シリーズ）、橋本一（第3シリーズ）、真辺克彦（第4シリーズ）、中山乃莉子（第4シリーズ）、塩田千種（第4シリーズ - 第5シリーズ）、久松真一（第8シリーズ）
- 音楽 - 池頼広
  - 全シリーズを通して、劇伴はすべて池頼広が手がけている（主題歌や、一部の作品に歌謡曲・洋楽など用いられていることがあるが、それらを除く）。サウンドトラック盤については2006年に発売が予定されながらも立ち消えとなっており、それから15年を経た2021年に配信限定でリリースされた（詳細は後述）。
- 監督 - 黒沢直輔（第1シリーズ - ）、齋藤光正（第1シリーズ）、松田秀知（第1シリーズ・2001年スペシャル）、橋本一（第1シリーズ - 第5シリーズ）、杉村六郎（第2シリーズ - 第8シリーズ）、森本浩史（第4シリーズ・第6シリーズ）、藤岡浩二郎（第4シリーズ - 第8シリーズ）、山下耕一郎（第5シリーズ・第9シリーズ・2007年スペシャル・第10シリーズ）、榎戸耕史（第9シリーズ - ）、石川一郎（第9シリーズ - ）、猪崎宣昭（第10シリーズ）
- 脚本協力 - 西田通子（第8シリーズ第8話・第9シリーズ第8話・第10シリーズ第5話）
- チーフプロデューサー - 井圡隆（テレビ朝日）、手塚治（東映）
- プロデューサー - 加藤貢、手塚治（東映）、塚田英明、井圡隆、菊地恭（テレビ朝日）、小野川隆（東映）
- プロデューサー補 - 菊池恭、岡田佳治、大川武宏、小野川隆（東映）
- 制作協力 - 東映太秦映画村
- 制作 - 東映（京都撮影所）、テレビ朝日

## 主題歌
- 第1シリーズ
  - 久宝留理子「Perfect Circle（パーフェクト･サークル）」（ビクターエンタテインメント）[3]
- 第2シリーズ
  - 久宝留理子「ROOKIE（ルーキー）」（ビクターエンタテインメント）[4]
- 第3シリーズ
  - 川村結花「ファンタジー」（エピックレコードジャパン）[5]（第1話 - 第9話）
  - TUBE「What's cha wanna do?」[6]（ソニー・ミュージックレコーズ）（第10話 - 最終話、2001年スペシャル）
- 第4シリーズ
  - La'cryma Christi「情熱の風」（ポリドール・レコード）[7]
- 第5シリーズ
  - Changin' My Life「エトランゼ」[8]（EMIミュージック・ジャパン）
- 第6シリーズ
  - 渡辺美里「十の秘密」（エピックレコードジャパン）[9]
- 第7シリーズ・2005年スペシャル
  - 唐沢美帆「君のかけら」（ポニーキャニオン）[10]
- 第8シリーズ
  - 倖田來未「Someday」[11]（rhythm zone）
- 第9シリーズ・2007年スペシャル
  - 倉木麻衣「Season of love」（GIZA studio）[12]
- 第10シリーズ・2009年スペシャル
  - JONTE「道の先」（rhythm zone）[13]

## 受賞歴
- 第1シリーズ（1999年）
  - 第20回ザテレビジョンドラマアカデミー賞[14]
    - ザテレビジョン特別賞
- 第4シリーズ（2002年）
  - 第32回ザテレビジョンドラマアカデミー賞[15]
    - ザテレビジョン特別賞（野際陽子）

## 放送日程

### 京都迷宮案内 第1シリーズ（1999年）
- 放送期間：1999年1月14日 - 3月11日
- 放送回数：全9回

| 放送回                                                        | 放送日   | サブタイトル                 | 脚本       | 監督     | 視聴率 |
| ------------------------------------------------------------- | -------- | ---------------------------- | ---------- | -------- | ------ |
| 1                                                             | 11月14日 | 事件記者、魔界に挑む！       | 林誠人     | 黒沢直輔 | 10.6%  |
| 2                                                             | 1月21日  | 嵐山十三詣りの謎             | ちゃき克彰 | 齋藤光正 | 09.6%  |
| 3                                                             | 1月28日  | 一条戻り橋の謎               | 渡辺善則   | 黒沢直輔 | 08.3%  |
| 4                                                             | 2月04日  | 雨夜の幽霊伝説！             | 林誠人     | 齋藤光正 | 08.9%  |
| 5                                                             | 2月11日  | 幻の銘菓の謎！               | 日暮裕一   | 黒沢直輔 | 11.0%  |
| 6                                                             | 2月18日  | 消えた事件記者の謎！         | 林誠人     | 松田秀和 | 10.3%  |
| 7                                                             | 2月25日  | 不幸の手紙の罠！             | ちゃき克彰 | 松田秀和 | 08.8%  |
| 8                                                             | 3月04日  | 記憶喪失の少女！辻地蔵の謎!! | 林誠人     | 橋本一   | 09.6%  |
| 9                                                             | 3月11日  | 美人秘書行方不明の謎！       | 渡辺善則   | 黒沢直輔 | 09.5%  |
| 平均視聴率 9.6%（視聴率はビデオリサーチ調べ、関東地区・世帯） |          |                              |            |          |        |

### 京都迷宮案内2 第2シリーズ（2000年）
- 放送期間：2000年1月20日 - 3月16日
- 放送回数：全9回
- キャッチフレーズは「これでも、取材中。」。
- 関東地方のみ、19:59 - 20:54にて放送。

| 放送回                                                         | 放送日  | サブタイトル                                                   | 脚本       | 監督     | 視聴率 |
| -------------------------------------------------------------- | ------- | -------------------------------------------------------------- | ---------- | -------- | ------ |
| 1                                                              | 1月20日 | 今夜、あの事件記者が帰ってくる！ 涙の絶唱!! 亡き美女を恋うる歌 | 西岡琢也   | 黒沢直輔 | 09.8%  |
| 2                                                              | 1月27日 | 紅葉の死化粧！鴨川に流れた赤い殺意!!                           | 西岡琢也   | 黒沢直輔 | 12.8%  |
| 3                                                              | 2月03日 | 過去を盗んだ女！涙に濡れた花嫁衣装!!                           | ちゃき克彰 | 杉村六郎 | 10.3%  |
| 4                                                              | 2月10日 | 月曜日の女の秘密！老舗旅館に潜む殺意                           | 西岡琢也   | 杉村六郎 | 11.7%  |
| 5                                                              | 2月17日 | 張り込まれた女！京みやげ店に仕組まれた罠                       | 渡辺義則   | 橋本一   | 12.1%  |
| 6                                                              | 2月24日 | 作られた死体!? 京の茶漬けに隠された謎                          | 西岡琢也   | 黒沢直輔 | 12.8%  |
| 7                                                              | 3月02日 | 対決！京料理人VS美人評論家 幻の味が暴く真実!!                  | 日暮裕一   | 黒沢直輔 | 10.5%  |
| 8                                                              | 3月09日 | 京友禅をめぐる愛憎 青いつけ爪の女!!                            | 日暮裕一   | 杉村六郎 | 13.0%  |
| 9                                                              | 3月16日 | スクープを用意した女！京の雨に洗われた憎しみ!!                 | 西岡琢也   | 杉村六郎 | 12.6%  |
| 平均視聴率 11.7%（視聴率はビデオリサーチ調べ、関東地区・世帯） |         |                                                                |            |          |        |

### 京都迷宮案内3 第3シリーズ（2001年）
- 放送期間：2001年1月18日 - 6月21日
- 放送回数：全18回
  - 本シリーズとしては唯一、2クール（半年間）での放送となった。
- キャッチフレーズは「5W1Hの向こう側へ……」。
- 最終回では渡瀬恒彦と福本清三がそれぞれ本人役で出演。

| 放送回                                                         | 放送日  | サブタイトル                                   | 脚本     | 監督     | 視聴率 |
| -------------------------------------------------------------- | ------- | ---------------------------------------------- | -------- | -------- | ------ |
| 1                                                              | 1月18日 | 絵葉書の街・思い出に縛られた女                 | 西岡琢也 | 黒沢直輔 | 08.7%  |
| 2                                                              | 1月25日 | だまされた事件記者！壊れた京豆腐の秘密         | 西岡琢也 | 黒沢直輔 | 10.8%  |
| 3                                                              | 2月01日 | 鬼母と言われた女！保険金疑惑？消えた兄妹の謎   | 西岡琢也 | 杉村六郎 | 12.2%  |
| 4                                                              | 2月08日 | 雨の舞妓殺し！古都巡礼、復讐のカウントダウン   | 西岡琢也 | 杉村六郎 | 12.0%  |
| 5                                                              | 2月15日 | 殺人犯を愛した女！時効直前・夫に話せない過去!! | 西岡琢也 | 橋本一   | 11.3%  |
| 6                                                              | 2月22日 | 殺意の訪問者！京都慕情を歌う哀しい女の秘密!!   | 西岡琢也 | 橋本一   | 10.4%  |
| 7                                                              | 3月01日 | 利用された父子の絆！老舗料亭に潜む罠!!         | 西岡琢也 | 杉村六郎 | 11.7%  |
| 8                                                              | 3月08日 | 欲望の三姉妹！京漬物に隠された真実!!           | 西岡琢也 | 杉村六郎 | 10.1%  |
| 9                                                              | 3月15日 | 京料理若おかみ殺人！壊された恋物語             | 西岡琢也 | 黒沢直輔 | 08.7%  |
| 10                                                             | 4月19日 | 涙のスクープ！狙われた女子高生たちの謎         | 西岡琢也 | 黒沢直輔 | 11.6%  |
| 11                                                             | 4月26日 | 殺人犯を待つ女！京都〜天橋立、運命の再会!!     | 西岡琢也 | 黒沢直輔 | 10.1%  |
| 12                                                             | 5月03日 | 復讐のスクープ！連続殺人を待つ男女!!           | 西岡琢也 | 黒沢直輔 | 11.0%  |
| 13                                                             | 5月10日 | スクープの罠！保険金殺人犯の秘密!!             | 西岡琢也 | 橋本一   | 09.9%  |
| 14                                                             | 5月17日 | 盗まれた赤ん坊を追え！古都を走る女の謎         | 橋本一   | 橋本一   | 10.9%  |
| 15                                                             | 5月24日 | よそ者と言われた女！偽りの町家暮らし!!         | 西岡琢也 | 黒沢直輔 | 12.5%  |
| 16                                                             | 6月07日 | 哀しい殺人者！赤い京野菜に秘められた謎         | 西岡琢也 | 黒沢直輔 | 11.8%  |
| 17                                                             | 6月14日 | 哀しき社長夫人！偽りの幸福に縛られた女         | 西岡琢也 | 杉村六郎 | 12.9%  |
| 18                                                             | 6月21日 | 復讐を呼ぶスクープ！悪女になった美人記者!!     | 西岡琢也 | 杉村六郎 | 09.1%  |
| 平均視聴率 10.8%（視聴率はビデオリサーチ調べ、関東地区・世帯） |         |                                                |          |          |        |

### 京都迷宮案内 スペシャル（2001年）
- 木曜夜の2時間枠（20:00 - 21:48）にて放送。

| 放送日        | サブタイトル                                                                              | 脚本     | 監督     | 視聴率 |
| ------------- | ----------------------------------------------------------------------------------------- | -------- | -------- | ------ |
| 2001年10月4日 | 時効直前、15年目の真実！美容師殺しが呼ぶ新たな殺意 京都〜函館、哀しみの女がさまよう果てに | 西岡琢也 | 松田秀和 | 11.7%  |

### 京都迷宮案内4 第4シリーズ（2002年）
- 放送期間：2002年1月10日 - 3月21日
- 放送回数：全11回
  - 最終回のみ、2時間枠（20:00 - 21:48）でのスペシャル版として放送。

| 放送回                                                         | 放送日  | サブタイトル                                                                                         | 脚本              | 監督       | 視聴率 |
| -------------------------------------------------------------- | ------- | --- | ----------------- | ---------- | ------ |
| 1                                                              | 1月10日 | 鬼と呼ばれた女社長                                                                                   | 西岡琢也          | 黒沢直輔   | 09.7%  |
| 2                                                              | 1月17日 | 狙われた町家レストラン！ラブレターの罠                                                               | 西岡琢也          | 黒沢直輔   | 10.2%  |
| 3                                                              | 1月24日 | 古本屋の女・寺町通り骨董屋殺人事件！                                                                 | 西岡琢也          | 橋本一     | 11.3%  |
| 4                                                              | 1月31日 | 埠頭で待つ女・舞鶴、兄弟船に仕掛けられた罠！                                                         | 西岡琢也          | 橋本一     | 11.8%  |
| 5                                                              | 2月07日 | 祇園を行商する女・姑いじめが呼んだ失踪劇!?                                                           | 西岡琢也          | 黒沢直輔   | 12.2%  |
| 6                                                              | 2月14日 | 愛人を呼びつけた女VS殺人者を待つ女！                                                                 | 西岡琢也          | 黒沢直輔   | 16.2%  |
| 7                                                              | 2月21日 | 神戸から来た女・逆セクハラに潜む謎！                                                                 | 塩田千種          | 森本浩史   | 14.0%  |
| 8                                                              | 2月28日 | 喪服の女・連続香典泥棒に秘められた謎！                                                               | 真辺克彦          | 藤岡浩二郎 | 11.5%  |
| 9                                                              | 3月07日 | 偽名の女・短歌に秘められた三角関係！                                                                 | 真辺克彦 西岡琢也 | 杉村六郎   | 11.7%  |
| 10                                                             | 3月14日 | 恋人を捨てた母VS母親を捨てた跡取り娘！                                                               | 中山乃莉子        | 杉村六郎   | 11.7%  |
| 11                                                             | 3月21日 | 道連れにされた記者 京都〜鹿児島〜枕崎、故郷に拒絶された女との二人旅！ 盗まれたスクープテープを追え!! | 西岡琢也          | 橋本一     | 12.3%  |
| 平均視聴率 12.1%（視聴率はビデオリサーチ調べ、関東地区・世帯） |         | |                   |            |        |

### 京都迷宮案内5 第5シリーズ（2003年）
- 放送期間：2003年1月9日 - 3月20日
- 放送回数：全11回
  - 最終回のみ、2時間枠（20:00 - 21:48）でのスペシャル版として放送。

| 放送回                                                         | 放送日  | サブタイトル                                                                        | 脚本     | 監督       | 視聴率 |
| -------------------------------------------------------------- | ------- | ----------------------------------------------------------------------------------- | -------- | ---------- | ------ |
| 1                                                              | 1月09日 | ひき逃げ殺人犯を雇った男！                                                          | 西岡琢也 | 黒沢直輔   | 10.6%  |
| 2                                                              | 1月16日 | 骨壺を抱く女！                                                                      | 西岡琢也 | 黒沢直輔   | 12.0%  |
| 3                                                              | 1月23日 | 25年目の恋！スクープを止めた女                                                      | 塩田千種 | 黒沢直輔   | 12.3%  |
| 4                                                              | 1月30日 | 泥棒の息子と呼ばれた男                                                              | 公園兄弟 | 藤岡浩二郎 | 12.3%  |
| 5                                                              | 2月06日 | もう一つの時効！汚名を着せられた女!!                                                | 西岡琢也 | 黒沢直輔   | 13.4%  |
| 6                                                              | 2月13日 | 殺人犯を待つ父子                                                                    | 西岡琢也 | 山下耕一郎 | 11.9%  |
| 7                                                              | 2月20日 | スクープを与えた刑事                                                                | 西岡琢也 | 杉村六郎   | 12.2%  |
| 8                                                              | 2月27日 | 殺人犯にされた事件記者                                                              | 西岡琢也 | 杉村六郎   | 13.9%  |
| 9                                                              | 3月06日 | 恋に落ちた女性記者！                                                                | 塩田千種 | 橋本一     | 12.7%  |
| 10                                                             | 3月13日 | 恋愛小説の罠！ストーカーを待つ女!!                                                  | 公園兄弟 | 橋本一     | 13.0%  |
| 11                                                             | 3月20日 | 娘を愛しすぎた母！悪意のスクープに壊された親子の絆!! 京都〜神戸・有馬温泉を結ぶ謎!! | 西岡琢也 | 黒沢直輔   | 10.6%  |
| 平均視聴率 12.1%（視聴率はビデオリサーチ調べ、関東地区・世帯） |         |                                                                                     |          |            |        |

### 新・京都迷宮案内1 第6シリーズ（2003年）
- 放送期間：2003年10月30日 - 12月25日
- 放送回数：全9回
  - 最終回のみ「テレビ朝日開局45周年記念企画」として、2時間枠（21:30 - 23:24）でのスペシャル版として放送。
- キャッチフレーズは「さらなる迷宮へ」。
- 同シリーズのタイトルバック中で地図に指を指すシーンがあるが、その地図は実は京都の地図ではなく、東京（日暮里付近）の地図である。

| 放送回                                                         | 放送日   | サブタイトル                                                            | 脚本     | 監督       | 視聴率 |
| -------------------------------------------------------------- | -------- | ----------------------------------------------------------------------- | -------- | ---------- | ------ |
| 1                                                              | 10月30日 | 偽りの母を演じる女記者…嵐の人事に揺れる杉浦とつた子!!                   | 西岡琢也 | 黒沢直輔   | 13.3%  |
| 2                                                              | 11月06日 | 私は誰!? 逮捕されたい女…京都〜舞鶴港 届かぬ母娘愛                       | 公園兄弟 | 黒沢直輔   | 09.9%  |
| 3                                                              | 11月13日 | 助けて杉浦君!! 元彼女の叫び                                             | 西岡琢也 | 森本浩史   | 09.7%  |
| 4                                                              | 11月20日 | 初恋の罠！ストーカーになった母                                          | 西岡琢也 | 森本浩史   | 10.8%  |
| 5                                                              | 11月27日 | 見えない紅葉…祇園から消えた女                                           | 西岡琢也 | 藤岡浩二郎 | 11.5%  |
| 6                                                              | 12月04日 | 私は捨てられた女！老母の逆襲!!                                          | 公園兄弟 | 藤岡浩二郎 | 12.0%  |
| 7                                                              | 12月11日 | 紅葉の罠！殺人犯に愛された人妻!!                                        | 西岡琢也 | 杉村六郎   | 12.8%  |
| 8                                                              | 12月18日 | カリスマ主婦の誤算 女子高生通り魔事件                                   | 公園兄弟 | 杉村六郎   | 10.6%  |
| 9                                                              | 12月25日 | 幻の殺意！二人の男を愛した未亡人!! 京都〜金沢、涙のクリスマスプレゼント | 西岡琢也 | 黒沢直輔   | 10.5%  |
| 平均視聴率 11.2%（視聴率はビデオリサーチ調べ、関東地区・世帯） |          |                                                                         |          |            |        |

### 新・京都迷宮案内2 第7シリーズ（2004年）
- 放送期間：2004年10月28日 - 12月9日
- 放送回数：全7回
- 前シリーズに引き続き10月クールにて放送。
- 第5話には、主題歌の歌唱を担当した唐沢美帆がゲスト出演したほか、第1話には同じ木曜ミステリーにて放送されていた『京都地検の女』より、名取裕子・船越英一郎・渡辺いっけいの3人が、同シリーズでの役柄のまま出演し話題を呼んだ。この「お返し」として、第7シリーズの後番組として放送された『京都地検の女』第2シリーズの初回に、本シリーズより杉浦（橋爪）がゲストとして登場している。

| 放送回                                                         | 放送日   | サブタイトル                       | 脚本     | 監督       | 視聴率 |
| -------------------------------------------------------------- | -------- | ---------------------------------- | -------- | ---------- | ------ |
| 1                                                              | 10月28日 | VS京都地検の女！狙われた記者!!     | 西岡琢也 | 黒沢直輔   | 15.0%  |
| 2                                                              | 11月04日 | 闇に消えた客！取材拒否の店         | 西岡琢也 | 黒沢直輔   | 10.2%  |
| 3                                                              | 11月11日 | 奇妙な落書きの謎                   | 西岡琢也 | 藤岡浩二郎 | 12.3%  |
| 4                                                              | 11月18日 | 正義の父！ジャムパン一個殺人事件!! | 西岡琢也 | 杉村六郎   | 11.8%  |
| 5                                                              | 11月25日 | 消えた舞妓の秘密                   | 西岡琢也 | 藤岡浩二郎 | 11.8%  |
| 6                                                              | 12月02日 | 特ダネ写真を持ち込んだ女！         | 西岡琢也 | 杉村六郎   | 10.6%  |
| 7                                                              | 12月09日 | いつも誰かに見られている！         | 西岡琢也 | 杉村六郎   | 11.2%  |
| 平均視聴率 11.8%（視聴率はビデオリサーチ調べ、関東地区・世帯） |          |                                    |          |            |        |

### 新・京都迷宮案内 スペシャル（2005年）
- スペシャル版の第1弾と同様に、木曜の2時間枠（20:00 - 21:54）にて放送。
- 当初は2005年1月6日に、「新・京都迷宮案内 新春スペシャル」として放映予定だったが、翌週より始まる第8シリーズの内容との関係や、当時の社会情勢を考慮して放送が2か月半後に延期された。

| 放送日        | サブタイトル                                                              | 脚本     | 監督       | 視聴率 |
| ------------- | ------------------------------------------------------------------------- | -------- | ---------- | ------ |
| 2005年3月24日 | 死を呼ぶコラム"桜咲く"犯罪に利用された杉浦記者！ 京都〜大阪、追跡の果てに | 西岡琢也 | 藤岡浩二郎 | 11.6%  |

### 新・京都迷宮案内3 第8シリーズ（2006年）
- 放送期間：2006年1月12日 - 3月16日
- 放送回数：全10回
  - 最終回のみ、2時間枠（20:00 - 21:54）でのスペシャル版として放送。
- 同シリーズより、第5シリーズまでと同様の1月クールでの放送に回帰。
- 第9話は当初第5話として放送予定であったが、小野商事の社長の逮捕によって繰り下げとなり、代わって第8話として放送予定であった回が第5話に繰り上げられた。
- 第2話には、杉浦の友人「筒井康隆氏（クレジット表記も同様）」として、筒井康隆本人がゲスト出演している。

| 放送回                                                         | 放送日  | サブタイトル                                                                   | 脚本     | 監督       | 視聴率 |
| -------------------------------------------------------------- | ------- | ------------------------------------------------------------------------------ | -------- | ---------- | ------ |
| 1                                                              | 1月12日 | 狙われた洋食屋！被害届を出す女                                                 | 西岡琢也 | 黒沢直輔   | 09.8%  |
| 2                                                              | 1月19日 | 出来すぎたアリバイ！消えた殺人犯                                               | 西岡琢也 | 黒沢直輔   | 13.7%  |
| 3                                                              | 1月26日 | 晩秋の京都〜琵琶湖 杉浦のなが〜い一日                                          | 西岡琢也 | 黒沢直輔   | 12.1%  |
| 4                                                              | 2月02日 | 眠れぬ夜の殺意！                                                               | 久松真一 | 杉村六郎   | 12.1%  |
| 5                                                              | 2月09日 | 高すぎた茶碗！骨董品サギの秘密                                                 | 西岡琢也 | 藤岡浩二郎 | 13.4%  |
| 6                                                              | 2月16日 | 殺意の社交ダンス！姿なきパートナー!!                                           | 公園兄弟 | 杉村六郎   | 15.1%  |
| 7                                                              | 2月23日 | 禁じられた取材！京都日報に張られた罠                                           | 西岡琢也 | 藤岡浩二郎 | 15.4%  |
| 8                                                              | 3月02日 | 京都の母！修学旅行生に裏切られた女将                                           | 西岡琢也 | 杉村六郎   | 14.0%  |
| 9                                                              | 3月09日 | 張り込まれた女！おむすびの恋!!                                                 | 西岡琢也 | 黒沢直輔   | 14.2%  |
| 10                                                             | 3月16日 | 杉浦恭介最後の事件 殺意を呼ぶ逆転勝訴！ 京都〜奈良、25年の絆を試された熟年夫婦 | 西岡琢也 | 黒沢直輔   | 16.5%  |
| 平均視聴率 13.9%（視聴率はビデオリサーチ調べ、関東地区・世帯） |         |                                                                                |          |            |        |

### 新・京都迷宮案内4 第9シリーズ（2007年）
- 放送期間：2007年1月11日 - 3月8日
- 放送回数：全9回

| 放送回                                                         | 放送日  | サブタイトル                         | 脚本     | 監督       | 視聴率 |
| -------------------------------------------------------------- | ------- | ------------------------------------ | -------- | ---------- | ------ |
| 1                                                              | 1月11日 | 杉浦復活！作られたスクープ!!         | 西岡琢也 | 黒沢直輔   | 10.1%  |
| 2                                                              | 1月18日 | スクープの罠！利用された女の謎       | 西岡琢也 | 黒沢直輔   | 11.0%  |
| 3                                                              | 1月25日 | 虹を待つ女！黒電話の秘密…            | 西岡琢也 | 榎戸耕史   | 12.1%  |
| 4                                                              | 2月01日 | 放課後の罠！女子高生の告白…          | 西岡琢也 | 山下耕一郎 | 12.6%  |
| 5                                                              | 2月08日 | 見えない絆！連続放火犯に潜む闇       | 西岡琢也 | 黒沢直輔   | 11.5%  |
| 6                                                              | 2月15日 | 出来すぎた証言！逃げた泥棒の謎       | 西岡琢也 | 黒沢直輔   | 11.1%  |
| 7                                                              | 2月22日 | 逮捕されたい男！京都タワーの謎       | 公園兄弟 | 石川一郎   | 11.0%  |
| 8                                                              | 3月01日 | 37年目のラブレター 雛祭りの秘密      | 西岡琢也 | 石川一郎   | 12.7%  |
| 9                                                              | 3月08日 | 二人だけの卒業式！二度殺された少女!! | 西岡琢也 | 黒沢直輔   | 14.2%  |
| 平均視聴率 11.8%（視聴率はビデオリサーチ調べ、関東地区・世帯） |         |                                      |          |            |        |

### 新・京都迷宮案内 スペシャル（2007年）
- 前2回のスペシャル版と同様に、木曜夜の2時間枠（20:00 - 21:54）にて放送。

| 放送日        | サブタイトル                                                                                       | 脚本     | 監督       | 視聴率 |
| ------------- | -------------------------------------------------------------------------------------------------- | -------- | ---------- | ------ |
| 2007年6月21日 | 母が化粧をする理由 殺人・誘拐、偽りの家族を襲う二つの事件!! 京都〜尾道、運命の再会に試された親子愛 | 西岡琢也 | 山下耕一郎 | 13.1%  |

### 新・京都迷宮案内5 第10シリーズ（2008年）
- 放送期間：2008年1月17日 - 3月6日
- 放送回数：全8回
  - 最終回のみ、2時間枠（20:00 - 21:54）でのスペシャル版として放送。

| 放送回                                                         | 放送日  | サブタイトル （次回予告時の表記）             | サブタイトル （東映公式サイト） | 脚本              | 監督       | 視聴率 |
| -------------------------------------------------------------- | ------- | --------------------------------------------- | ------------------------------- | ----------------- | ---------- | ------ |
| 1                                                              | 1月17日 | 盗まれた恋愛小説！“忘れえぬ女”の謎            | この世でたった一冊の本          | 西岡琢也          | 山下耕一郎 | 11.7%  |
| 2                                                              | 1月24日 | 偽りの情報提供！定年退職者が仕組む罠          | 杉浦ギライ                      | 西岡琢也          | 猪崎宣昭   | 10.5%  |
| 3                                                              | 1月31日 | 母を待つ少女の秘密…誕生日に秘められた謎!!     | 朋ちゃんの椅子                  | 西岡琢也          | 山下耕一郎 | 11.5%  |
| 4                                                              | 2月07日 | 失われた絆！町家を愛しすぎた男!!              | 倒木更新                        | 西岡琢也          | 猪崎宣昭   | 12.3%  |
| 5                                                              | 2月14日 | 婚約者にされた杉浦!! 三日だけの淑女！         | 三日だけの淑女                  | 西岡琢也          | 榎戸耕史   | 12.9%  |
| 6                                                              | 2月21日 | 捨てられなかった万年筆の秘密!! 身勝手な友情！ | 捨て切れなかった万年筆          | 公園兄弟          | 榎戸耕史   | 12.3%  |
| 7                                                              | 2月28日 | 消えた連続放火犯！狙われたお惣菜屋の秘密!!    | ミセス・クレーマー              | 貴志真紀 西岡琢也 | 石川一郎   | 12.8%  |
| 8                                                              | 3月06日 | 10年目の罠！1億円を拾った姉妹の秘密…          | とっておきのラストソング        | 西岡琢也          | 黒沢直輔   | 15.0%  |
| 平均視聴率 12.7%（視聴率はビデオリサーチ調べ、関東地区・世帯） |         |                                               |                                 |                   |            |        |

### 京都迷宮案内 スペシャル（2009年）
- 従前までのスペシャル版と同様に、木曜夜の2時間枠（20:00 - 21:48）にて放送。

| 放送日        | サブタイトル                                                                                    | 脚本     | 監督     | 視聴率 |
| ------------- | ----------------------------------------------------------------------------------------------- | -------- | -------- | ------ |
| 2009年6月25日 | 幻のスクープ！偽りの判決・罪を逃れた女 元判事、30年目の告白“あれは誤判だった”幸福な殺人者の秘密 | 西岡琢也 | 黒沢直輔 | 12.3%  |

## 備考
- 他の「木曜ミステリー」作品においても、作中にて新聞が出てくるシーンには「京都日報」が用いられる場合が多く、『科捜研の女』では主人公の榊マリコ（演：沢口靖子）の自宅の玄関先にも、「京都日報」と書かれたポストが登場する。また、同シリーズのSeason2では京都日報の記者として友田香織（演：今村恵子）が登場した。
- 京都府警の記者クラブを主舞台としていた『迷宮案内』では、どこの新聞社のブースであるかを区別するため、各ブースの出入り口に暖簾がかけられている。
  - 第1シリーズにおける京都日報の暖簾は、単に「京日」とだけ書かれていた（第1・2・4話では無地のものを使用）。記者クラブは、ガムテーブで破れたところを張っていたソファーが置かれていた。
  - 第2シリーズ以降、暖簾には会社の社標も付け加えられ、「京都日報」と記されていた。記者クラブはソファーが無くなり、畳敷きのスペースが新たに設置された。
- 主舞台が本社に移った『新・京都迷宮案内』でも、シリーズごとに遊軍スペースの変化が見られる。第6シリーズでは単独のスペースであったが、第7シリーズ以降は壁が取り払われて社会部と一続きになっている。一方で渚が洗濯を干したり、杉浦が煙草を吸っているテラスや、右横書きで「遊軍魂」と書かれた「書」のように不変な部分もない訳ではない。
- 物語が複数回に跨ったり、1話完結ながらも関連がある場合は、前編に相当する回のラストに「つづく」と表示されることがある（例：第4シリーズの第5話と第6話、第7シリーズの第6話と第7話）。

## 関連商品

### サウンドトラック
京都迷宮案内 オリジナルサウンドトラック(STK-010)
新・京都迷宮案内 オリジナルサウンドトラック(STK-010A)
2021年1月27日に同時リリース。劇伴の作曲を手掛けた池頼広の個人レーベル「スタジオキッチン」より、配信限定という形でリリースされたものであり、共にiTunesとmoraにて配信。また、「新・迷宮案内」のサウンドトラックのみe-onkyoでも配信が行われている他、mora・e-onkyoではハイレゾ対応とされている。収録曲数は「迷宮案内」が58曲、「新・迷宮案内」が12曲。
もともと本シリーズのサウンドトラック盤として、2006年3月22日に「京都迷宮案内 主題歌＆BGM集」(日本コロムビア、COCP-33618)のリリースが予定されており、未発売に終わった同盤から15年を経て音源化が実現する格好となった。

### DVD
いずれも発売元はベストフィールド、販売元は東映・東映ビデオ。
京都迷宮案内 コレクターズDVD Vol.1（DSZS10178）
2022年9月14日発売。第1シリーズの全話数を収録。
京都迷宮案内 コレクターズDVD Vol.2（DSZS10179）
2022年10月12日発売。第2シリーズの全話数を収録。
京都迷宮案内 コレクターズDVD Vol.3（DSZS10205）
2023年1月11日発売。第3シリーズの全話数と、スペシャル版第1弾を収録。
京都迷宮案内 コレクターズDVD Vol.4（DSZS10206）
2023年2月8日発売。第4シリーズの全話数を収録。
京都迷宮案内 コレクターズDVD Vol.5（DSZS10207）
2023年3月8日発売。第5シリーズの全話数を収録。

### テレビ朝日
- 第4シリーズ - ウェイバックマシン（2002年4月9日アーカイブ分）
- 第5シリーズ - ウェイバックマシン（2003年4月17日アーカイブ分）
- 第6シリーズ - ウェイバックマシン（2004年6月3日アーカイブ分）
- 第7シリーズ - ウェイバックマシン（2005年2月4日アーカイブ分）
- スペシャル（2005年） - ウェイバックマシン（2005年3月24日アーカイブ分）
- 第8シリーズ - ウェイバックマシン（2006年4月23日アーカイブ分）
- 第10シリーズ - ウェイバックマシン（2008年3月8日アーカイブ分）

### BS朝日
- 京都迷宮案内 - ウェイバックマシン（2018年7月21日アーカイブ分）

### 東映公式サイト
- 第1シリーズ - ウェイバックマシン（2013年12月27日アーカイブ分）
- 第2シリーズ - ウェイバックマシン（2013年12月27日アーカイブ分）
- 第3シリーズ - ウェイバックマシン（2013年12月27日アーカイブ分）
- 第4シリーズ - ウェイバックマシン（2013年12月27日アーカイブ分）
- 第5シリーズ - ウェイバックマシン（2013年12月27日アーカイブ分）
- 第6シリーズ - ウェイバックマシン（2013年12月27日アーカイブ分）
- 第7シリーズ - ウェイバックマシン（2013年12月27日アーカイブ分）
- スペシャル（2005年） - ウェイバックマシン（2013年12月27日アーカイブ分）
- 第8シリーズ - ウェイバックマシン（2013年12月27日アーカイブ分）
- 第9シリーズ - ウェイバックマシン（2013年12月27日アーカイブ分）
- 第10シリーズ - ウェイバックマシン（2013年12月27日アーカイブ分）
- スペシャル（2009年） - ウェイバックマシン（2009年7月8日アーカイブ分）

| テレビ朝日系列 木曜20:00 - 20:54                                                             | テレビ朝日系列 木曜20:00 - 20:54                                                     | テレビ朝日系列 木曜20:00 - 20:54                                                     |
| 前番組                                                                                       | 番組名                                                                               | 次番組                                                                               |
| -------------------------------------------------------------------------------------------- | ------------------------------------------------------------------------------------ | ------------------------------------------------------------------------------------ |
| 新選組血風録 （1998年10月8日 - 12月10日） - ※同番組まで時代劇、 - 最終回のみ別時間帯にて放送 | 京都迷宮案内 （第1シリーズ） （1999年1月14日 - 3月11日） - ※本番組より木曜ミステリー | 舞妓さんは名探偵! （1999年4月15日 - 6月17日）                                        |
| 科捜研の女（Season 1） （1999年10月21日 - 12月16日）                                         | 京都迷宮案内 （第2シリーズ） （2000年1月20日 - 3月16日）                             | 別れる2人の事件簿 （2000年4月20日 - 6月22日）                                        |
| 科捜研の女（Season 2） （2000年10月19日 - 12月14日）                                         | 京都迷宮案内 （第3シリーズ） （2001年1月18日 - 6月21日）                             | オヤジ探偵 （2001年7月12日 - 9月13日）                                               |
| 科捜研の女（Season 3） （2001年11月1日 - 12月20日）                                          | 京都迷宮案内 （第4シリーズ） （2002年1月10日 - 3月21日）                             | 京都鴨川東署迷宮課おみやさん （第1シリーズ） （2002年5月9日 - 7月18日）              |
| オヤジ探偵2 （2002年10月10日 - 12月12日）                                                    | 京都迷宮案内 （第5シリーズ） （2003年1月9日 - 3月20日）                              | おみやさん（第2シリーズ） （2003年4月17日 - 6月26日）                                |
| 京都地検の女（第1シリーズ） （2003年7月24日 - 9月11日）                                      | 新・京都迷宮案内 （第6シリーズ） （2003年10月30日 - 12月25日）                       | 異議あり!女弁護士大岡法江 （2004年1月8日 - 3月11日）                                 |
| おみやさん（第3シリーズ） （2004年6月17日 - 9月16日）                                        | 新・京都迷宮案内 （第7シリーズ） （2004年10月28日 - 12月9日）                        | 京都地検の女（第2シリーズ） （2005年1月13日 - 3月17日）                              |
| 女刑事みずき〜京都洛西署物語〜 （1st SEASON） （2005年10月20日 - 12月15日）                  | 新・京都迷宮案内 （第8シリーズ） （2006年1月12日 - 3月16日）                         | 京都地検の女（第3シリーズ） （2006年4月20日 - 6月22日）                              |
| おみやさん（第5シリーズ） （2006年10月19日 - 12月14日）                                      | 新・京都迷宮案内 （第9シリーズ） （2007年1月11日 - 3月8日）                          | その男、副署長 〜京都河原町署事件ファイル〜 （Season 1） （2007年4月26日 - 6月14日） |
| 京都地検の女（第4シリーズ） （2007年10月25日 - 12月20日）                                    | 新・京都迷宮案内 （第10シリーズ） （2008年1月17日 - 3月6日）                         | 新・科捜研の女（Season 8） （2008年4月17日 - 6月19日）                               |

| テレビ朝日 木曜20:48 - 20:54                                  | テレビ朝日 木曜20:48 - 20:54                                                 | テレビ朝日 木曜20:48 - 20:54                                    |
| 前番組                                                        | 番組名                                                                       | 次番組                                                          |
| ------------------------------------------------------------- | ---------------------------------------------------------------------------- | --------------------------------------------------------------- |
| 科捜研の女（Season 1） （1999年10月 - 12月） - ※20:00 - 20:54 | 京都迷宮案内 （第2シリーズ） （2000年1月 - 3月） - ※本番組まで木曜ミステリー | 都のかほり （2000年3月 - 9月） - ※20:50 - 20:54、 - 6分繰り上げ |